# Anger (Autriche)
Pour les articles homonymes, voir Anger.
Anger est une commune autrichienne du district de Weiz en Styrie.

## Personnalités liées
- Joe Tödtling, cascadeur y est né en 1979